# Semnornis
Semnornis is een geslacht van vogels uit de familie Semnornithidae. 

## Soorten
Het geslacht kent de volgende soorten:
- Semnornis frantzii – Tandsnavelbaardvogel
- Semnornis ramphastinus – Toekanbaardvogel